# Корачице
Корачице (словен. Koračice) су насељено место у општини Свети Томаж, Подравска регија, Словенија.

## Историја
До територијалне реорганизације у Словенији биле су у саставу старе општине Ормож.

## Становништво
У попису становништва из 2011. године, Корачице су имале 186 становника.
| Број становника према пописима | Број становника према пописима | Број становника према пописима |
| ------------------------------ | ------------------------------ | ------------------------------ |
| 1991                           | 2002                           | 2011                           |
| 227                            | 200                            | 186                            |

Напомена: Године 2011. извршена је мала размена територија између насеља Корачице и Свети Томаж.